# Vitellariopsis cuneata
Vitellariopsis cuneata là một loài thực vật có hoa trong họ Hồng xiêm. Loài này được (Engl.) Aubrév. miêu tả khoa học đầu tiên năm 1963.